# Hypoxis sessilis
Hypoxis sessilis är en enhjärtbladig växtart som beskrevs av Carl von Linné. Hypoxis sessilis ingår i släktet Hypoxis och familjen Hypoxidaceae. Inga underarter finns listade i Catalogue of Life.